# 转氨酶

图为氨基酸和α-酮酸之间的转氨基反应，反应互换了这两个化合物的-NH_{2}和=O基团。

转氨酶（Transaminase）是一种催化转氨基反应的转移酶，将胺基酸的α-氨基转移到一种α-酮酸上。
人体内最重要的转氨酶为谷丙转氨酶和谷草转氨酶，都是肝功能测试的重要指标。

## 功能和机理
大多数转氨酶是蛋白质酶。然而，已证实核糖体的某些转氨酶活动是由核糖体的核糖酶，一种RNA酶催化的，如锤头核糖酶和发夹核糖酶。

## 外部連結
- 醫學主題詞表（MeSH）：Transaminases

| 小作品圖示 | 这是一篇與生物学相關的小作品。您可以编辑或修订扩充其内容。 |
| 小作品圖示 | 这是一篇與化学相關的小作品。您可以编辑或修订扩充其内容。 |